# Lay (Loira)
Lay és un municipi francès situat al departament del Loira i a la regió d'Alvèrnia-Roine-Alps. L'any 2007 tenia 694 habitants.

## Demografia

### Població
El 2007 la població de fet de Lay era de 694 persones. Hi havia 238 famílies de les quals 52 eren unipersonals (32 homes vivint sols i 20 dones vivint soles), 79 parelles sense fills, 91 parelles amb fills i 16 famílies monoparentals amb fills.
La població ha evolucionat segons el següent gràfic:
Habitants censats

### Habitatges
El 2007 hi havia 279 habitatges, 243 eren l'habitatge principal de la família, 16 eren segones residències i 20 estaven desocupats. 257 eren cases i 22 eren apartaments. Dels 243 habitatges principals, 179 estaven ocupats pels seus propietaris, 61 estaven llogats i ocupats pels llogaters i 2 estaven cedits a títol gratuït; 5 tenien dues cambres, 22 en tenien tres, 77 en tenien quatre i 139 en tenien cinc o més. 160 habitatges disposaven pel capbaix d'una plaça de pàrquing. A 108 habitatges hi havia un automòbil i a 118 n'hi havia dos o més.

### Piràmide de població
La piràmide de població per edats i sexe el 2009 era:
| Homes | Edats   | Dones |
| ----- | ------- | ----- |
| 0     | 95 o +  | 0     |
| 0     | 90 a 94 | 4     |
| 8     | 85 a 89 | 12    |
| 8     | 80 a 84 | 4     |
| 12    | 75 a 79 | 8     |
| 20    | 70 a 74 | 24    |
| 28    | 65 a 69 | 12    |
| 20    | 60 a 64 | 12    |
| 12    | 55 a 59 | 32    |
| 40    | 50 a 54 | 20    |
| 28    | 45 a 49 | 12    |
| 8     | 40 a 44 | 32    |
| 20    | 35 a 39 | 16    |
| 20    | 30 a 34 | 24    |
| 20    | 25 a 29 | 20    |
| 12    | 20 a 24 | 8     |
| 24    | 15 a 19 | 20    |
| 16    | 10 a 14 | 24    |
| 32    | 5 a 9   | 12    |
| 24    | 0 a 4   | 16    |

## Economia
El 2007 la població en edat de treballar era de 425 persones, 295 eren actives i 130 eren inactives. De les 295 persones actives 282 estaven ocupades (147 homes i 135 dones) i 13 estaven aturades (6 homes i 7 dones). De les 130 persones inactives 48 estaven jubilades, 44 estaven estudiant i 38 estaven classificades com a «altres inactius».

### Ingressos
El 2009 a Lay hi havia 250 unitats fiscals que integraven 649,5 persones, la mediana anual d'ingressos fiscals per persona era de 16.821 €.

### Activitats econòmiques
Dels 20 establiments que hi havia el 2007, 1 era d'una empresa alimentària, 3 d'empreses de fabricació d'altres productes industrials, 7 d'empreses de construcció, 2 d'empreses de comerç i reparació d'automòbils, 1 d'una empresa de transport, 2 d'empreses d'hostatgeria i restauració, 2 d'empreses financeres, 1 d'una empresa immobiliària i 1 d'una empresa de serveis.
Dels 6 establiments de servei als particulars que hi havia el 2009, 1 era un taller de reparació d'automòbils i de material agrícola, 2 paletes, 2 guixaires pintors i 1 empresa de construcció.
Dels 2 establiments comercials que hi havia el 2009, 1 era una fleca i 1 una carnisseria.
L'any 2000 a Lay hi havia 24 explotacions agrícoles que ocupaven un total de 1.102 hectàrees.

## Equipaments sanitaris i escolars
El 2009 hi havia una escola elemental.

## Poblacions més properes
El següent diagrama mostra les poblacions més properes.